# Wielmoża (wieś)

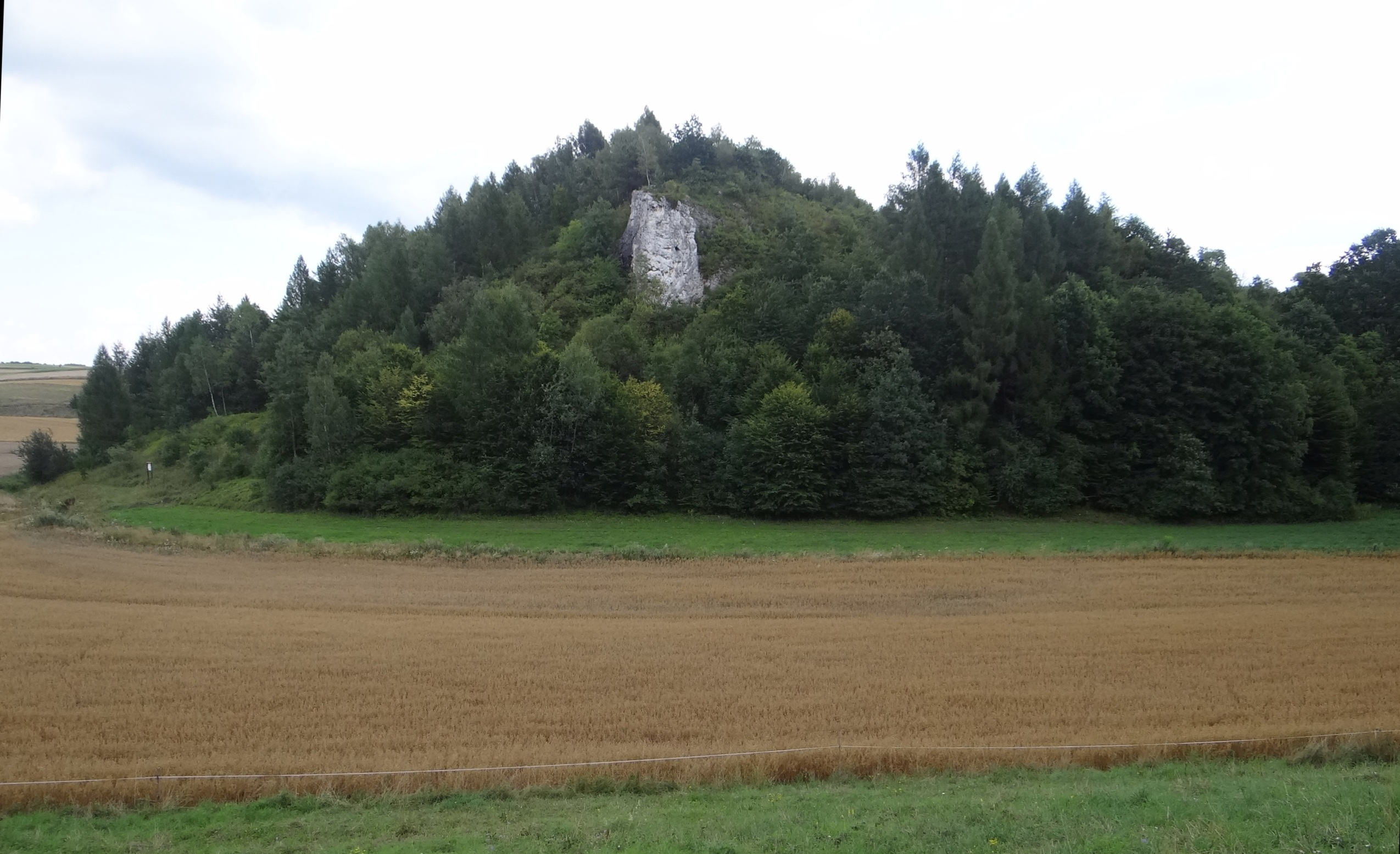
Skała Zachwytu

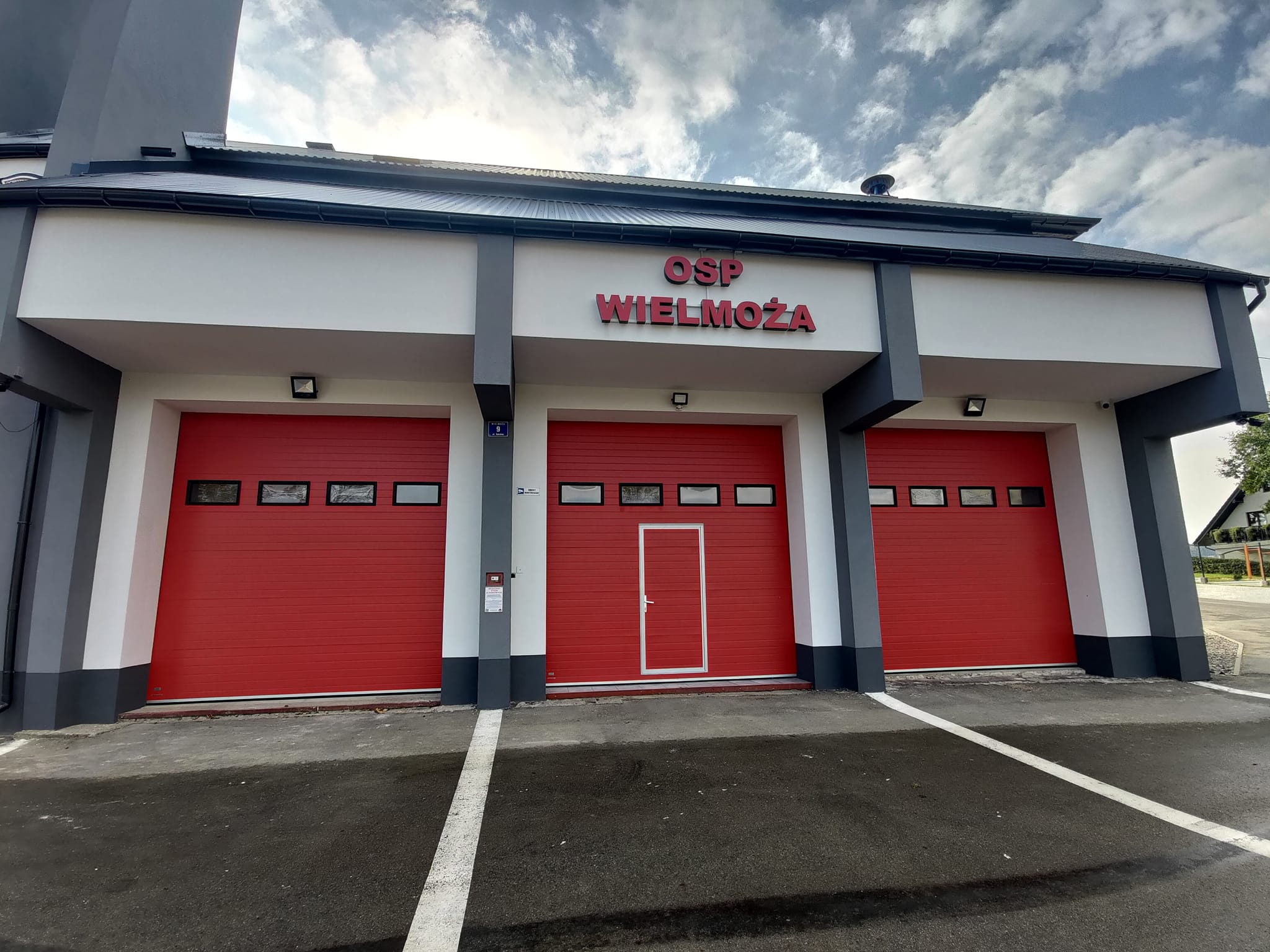
Remiza OSP

Wielmoża – wieś w Polsce, położona w województwie małopolskim, w powiecie krakowskim, w gminie Sułoszowa, przy drodze wojewódzkiej nr 794. W 1595 roku wieś położona w powiecie proszowskim województwa krakowskiego była własnością wojskiego krakowskiego Stanisława Szafrańca. W latach 1975–1998 miejscowość administracyjnie należała do województwa krakowskiego.

## Integralne części wsi
| części wsi | Ameryka, Długa, Grodzisko, Herianówka, Kamieniec, Lemierzysko, Margiel, Podbodzanek, Podlesie, Poprzeczna, Psia Górka, Stara Wieś, Wesoła, Zacisze |

## Spis ulic
W 2016 roku zostały wprowadzone 23 nazwy ulic: Długa, Krótka, Wesoła, Podzamcze, Graniczna, Szkolna, Alternatywy, Grodzka, Dolina Zachwytu, Brzozowa, Kamieniec Dolny, Kamieniec Górny, Krakowska, Widokowa, Poprzeczna, Poręba, Zamkowa, Zacisze, Stara Wieś, Leśna, Spokojna, Herianówka, Parkowa.

## Edukacja
- Przedszkole Publiczne w Zespole Szkolno-Przedszkolnym ul. Szkolna 55
- Szkoła Podstawowa im. Powstańców Styczniowych w Zespole Szkolno-Przedszkolnym ul. Szkolna 55

## Budynki Użyteczności Publicznej
- Remiza ochotniczej straży pożarnej, ul. Szkolna 9.
- Centrum kultury i biblioteki publicznej, ul. Szkolna 53.

## Religia
- Kaplica rzymskokatolicka pw. św Kazimierza Królewicza, ul. Szkolna 11

## Sport
- Klub Sportowy SSL „Wielmożanka” – Wielmoża

## Historia
Wieś Wielmoża, tak jak wiele innych osad w XIII wieku była wsią książęcą i gdy książę Bolesław Wstydliwy w 1257 r. przenosił klasztor Sióstr Klarysek z Zawichostu do Grodziska, to uposażył go dobrami ziemskimi w postaci kilkunastu wiosek, w tym także wsią Wielmoża. W roku 1274 siostra Agnieszka, przełożona klasztoru daje sołtystwo we wsi „Wielmoża” niejakiemu Uciechonowi, bratu Cristana z zakonu minorytów dla osadzenia wsi na prawie niemieckim. Dla wsi wyznaczono wówczas 60 łanów, w których mieściły się łany zasadźcy i łany klasztorne. Sołtys otrzymał sześć łanów dziedzicznych, młyn, karczmę, trzeci denar z kar sądowych. Osadnicy otrzymują wolny wręb w lasach klasztornych, drewno na budowę i opał. Po 16 latach osadnicy płacić będą po fertonie z łanu i dawać po cztery mary pszenicy, żyta i owsa. Dziesięciny ze wsi pobierał biskup krakowski. W roku 1334 Jan biskup ustępuje klasztorowi połowę dziesięcin. Pod koniec XIV wieku wieś Wielmoża i folwark Milonki odpadły od klasztoru, bo je siłą zagarnął Piotr Szafraniec, dziedzic z Pieskowej Skały. W połowie XV wieku wieś Wielmoża, gdy już należała do Szafrańców, uprawiała 24 łany kmieca, karczmę z rolą, która płaciła czynszu 7 grzywien i był we wsi tylko jeden zagrodnik. Dziesięcinę dawano w połowie klasztorowi Sióstr Klarysek w Krakowie, a drugą połowę oddawano altaryi św. Marcina w Krakowie. Następnie altarya drogą zamiany za dziesięcinę z Zadroża, z klasztorem, pobierała całą dziesięcinę do 20 grzywien. W roku 1490 według registru poborowego powiatu krakowskiego, Wielmoża miała około 21 łanów. W 1581 Stanisław Szafraniec płacił podatek tylko od 13 łanów kmiecych, dwóch kominów z bydłem i jednego rzemieślnika. Od XV wieku wieś Wielmoża przeszła więc pod władanie Szafrańców, dziedziców pieskoskalskich i ich następców Zebrzydowskich, Wielkopolskich i Mieroszewskich. Wieś Wielmoża w założeniach pierwotnych składała się z obszaru 60 łanów, w skład których wchodziły łany kmiece, dworskie, karczemne, klasztorne i lasy, których wówczas było dużo.
Podczas Insurekcji Kościuszkowskiej doszło do przegranej bitwy pod Wielmożą – z 17 na 18 maja 1794 r. rozpoznanie stoczyło potyczkę pod Wielmożą z powstańczą grupa kawalerii i piechoty z jedną armatą, podczas której do niewoli dostał się dowodzący Polakami major Marcin Wierzbowski. Wszystkie kolumny pruskie połączyły się i rozwinęły między Wielmożą a Zadrożem do ataku na Skałę.